# ストライク・ザ・ブラッド (曲)
「ストライク・ザ・ブラッド」は、岸田教団&THE明星ロケッツの楽曲。岸田が作詞・作曲を手掛けた。バンドの2枚目のシングルとして、2013年10月30日にワーナー・ホーム・ビデオから発売された。

## 音楽性
本曲は、テレビアニメ『ストライク・ザ・ブラッド』のオープニングテーマに起用された。
歌詞にはメンバーが全員が見覚えのあるフレーズが取り入れられており、岸田曰く「高校生ぐらいのときに行きたかった世界」に仕上がっているという。当初はキャッチーな感じだったが、『ストライク・ザ・ブラッド』の世界観に合っていないため、試行錯誤を重ねて書き上げられた。
レコーディングは国内の作品では少ないオープンリールによるアナログ記録方式が採用されているが、デジタルと違いテイクを重ねる毎に劣化するため、実質的に1発撮りに近い状況だったという。

## シングルリリース
2013年10月30日にワーナー・ホーム・ビデオから発売された。岸田教団&THE明星ロケッツのシングルとしては前作「HIGHSCHOOL OF THE DEAD」から3年ぶりのリリースとなる。
販売形態は初回限定盤（1000427828）と通常盤（1000427829）の2種リリースで、初回限定盤にはグループ初となるPVが採用されている。しかし初のPVということもあり、メンバーは全員ともカメラに対して格好良さをアピールすることが苦痛で、さながら罰ゲームに近い状態であったという。
ジャケットは初回限定盤・通常盤ともTAQROの書き下ろしで、初回盤が南宮那月、通常盤が姫柊雪菜となっている。
2曲目「ハンゲツトウゲ」は、ロックバラード調の切ないラブソングに仕上がっている。

## シングル収録内容
| 全編曲: 岸田教団&THE明星ロケッツ。 |                                          |            |       |
| #                                  | タイトル                                 | 作詞・作曲 | 時間  |
| 1.                                 | 「ストライク・ザ・ブラッド」             | 岸田       | 4:02  |
| 2.                                 | 「ハンゲツトウゲ」                       | ichigo     | 3:39  |
| 3.                                 | 「ストライク･ザ･ブラッド」(Instrumental) |            | 4:02  |
| 4.                                 | 「ハンゲツトウゲ」(Instrumental)         |            | 3:39  |
| 合計時間:                          | 合計時間:                                | 合計時間:  | 15:22 |

| #  | タイトル                                | 作詞 | 作曲・編曲 |
| -- | --------------------------------------- | ---- | ---------- |
| 1. | 「ストライク･ザ･ブラッド」(MUSIC Video) |      |            |
| 2. | 「ストライク･ザ･ブラッド」(TV-SPOT)     |      |            |

## チャート
| チャート（2013年）                | 最高位 |
| --------------------------------- | ------ |
| オリコン                          | 16     |
| Billboard Japan Hot 100           | 52     |
| Billboard Japan Hot Singles Sales | 16     |
| Billboard Japan Hot Animation     | 6      |

## カバー
- 愛本りんく（西尾夕香） - 2022年10月7日にゲーム『D4DJ Groovy Mix』に追加収録[9]。